# Куно фон Клебельсберг
Куно фон Клебельсберг (нім. Kuno von Klebelsberg, 13 листопада 1875, Печка — 12 жовтень 1932 Будапешт) — граф, угорський політик, міністр внутрішніх справ і міністр культури Угорського королівства в міжвоєнні роки.
Клебельсберг народився в місті Мадьярпечіка, Австро-Угорщина (нині — Печка, жудець Арад, Румунія). Після Першої світової війни, підписання Тріанонського договору і руйнівних наслідків громадянської війни Угорщина знаходиться в кризовому становищі. Клебельсберг займає пост міністра внутрішніх справ у 1921 році, який і займає аж до наступного року. Після цього він стає міністром культури (1922—1931) і проводить безліч реформ в сфері освіти на всій території Угорщини. Клебельсберг бере участь у створенні початкових шкіл в сільській місцевості, ініціює модернізацію багатьох університетів і засновує «Колегіум Унгарікум»: організацію в сфері культури, що діє за кордоном і розвиваючу обізнаність про угорську культуру в інших країнах.
Клебельсберг також прославився введенням прогресивної політики виплати стипендій студентам.
Клебельсберг, однак, вважається в цілому спірною фігурою: серед іншого він просував ідеологію угорського панування і виняткового значення угорської етнічної культури по відношенню до меншин колишньої Австро-Угорської монархії (сербам, словакам, румунам, євреям і т. Д.). Після Тріанонського договору, ідеї Клебельсберга і його просвітницькі реформи безпосередньо служили реваншистських настроїв і територіальних претензій під час правління Міклоша Горті. Клебельсберг був антисемітом і звинувачував угорське єврейство в участі в буржуазно-ліберальної і комуністичної революції 1918 і 1919 років відповідно, а також в втрати територій по Тріанонського договору. Так, в 1924 році він почав вимагати від євреїв повернути назад «Велику Угорщину», обіцяючи в обмін зняття квоти на навчання в університетах (систему Numerus clausus), вперше введену в Європі на початку 1920-х років.
У 1939 році, через кілька років після смерті міністра, в Будапешті в честь нього був зведений пам'ятник. Під час Другої світової війни скульптурна композиція була зруйнована, але в 2000 році її відновили.